# Yaghdan
Yaghdan (en arménien Յաղդան) est une communauté rurale du marz de Lorri en Arménie. En 2008, elle compte 100 habitants.